# Charlie Gracie
Charlie Gracie, nom de scène de Charles Anthony Graci, est un chanteur et guitariste américain de rock 'n' roll et de rockabilly d'origine sicilienne né à Philadelphie (Pennsylvanie) le 14 mai 1936 et mort le 17 décembre 2022 dans la même ville.

## Carrière
Issu d'une famille pauvre, Charlie Gracie obtient sa première guitare à dix ans. Comme beaucoup de blancs pauvres à cette époque, il écoute les radios noires où sont diffusés des artistes tels que Big Joe Turner ou BB King. Il écoute également les chanteurs country de l'époque tels que Tennessee Ernie Ford, Hank Williams, les chanteurs pop Frankie Laine, Frank Sinatra...
Il participe, à quinze ans, au Paul Whiteman Teen Club TV Show. En 1951, il enregistre Boogie Woogie Blues, pour le label Cadillac Records. Le son est déjà proche du rockabilly trois ans avant les premiers enregistrements du King. Après plusieurs enregistrements sans succès, il signe chez Cameo Records de Philadelphie et enregistre Butterfly et Ninety Nine Ways en décembre 1956 qui sortent début 1957. Butterfly est numéro un au Billboard et Charlie Gracie devient une grande vedette aux États-Unis.
En avril 1957 sort son second single, plus rock que le précédent, comprenant Fabulous et Just Lookin'. Le succès est à nouveau au rendez-vous et le single se classe à la seizième place du Billboard aux États-Unis et à la huitième place au Royaume-Uni.
Dès 1957, Charlie se rend compte que ses revenus sont bien inférieurs aux autres stars de la musique de l'époque. Il tente alors une action en justice contre Bernie Lowe, directeur de Cameo Record. Même si le différend fut réglé hors du tribunal à l'amiable, Charlie Gracie est désormais rejeté de l'industrie de la musique et son troisième single est le dernier à intégrer le Billboard. Sort ensuite Cool Baby qui ne se classera qu'au Royaume-Uni, qu'il interprétera dans le film Disc Jockey Jamboree. Le single suivant, Dressin' Up, ne connaît que peu de succès.
Charlie jouait depuis 1957 sur deux guitares Guild X-350.
Il meurt le 17 décembre 2022.

## Discographie sélective
| Année | Titres                                       | Position au Billboard États-Unis | Position au Royaume-Uni |
| ----- | -------------------------------------------- | -------------------------------- | ----------------------- |
| 1957  | Butterfly / Ninety-Nine Ways                 | 1                                | 12                      |
| 1957  | Fabulous / Just Lookin'                      | 16                               | 8                       |
| 1957  | I love You So Much It Hurts / Wanderin' Eyes | 71                               | 20                      |
| 1957  | Cool Baby / You Got a Heart Like a Rock      | -                                | 26                      |
| 1958  | Dressin' Up                                  | -                                | ?                       |